# Yei (rivière)
La rivière Yei, également appelée rivière Lau, est une rivière du Soudan du Sud. C'est un affluent en rive gauche de la rivière Bahr el-Ghebel.

## Description

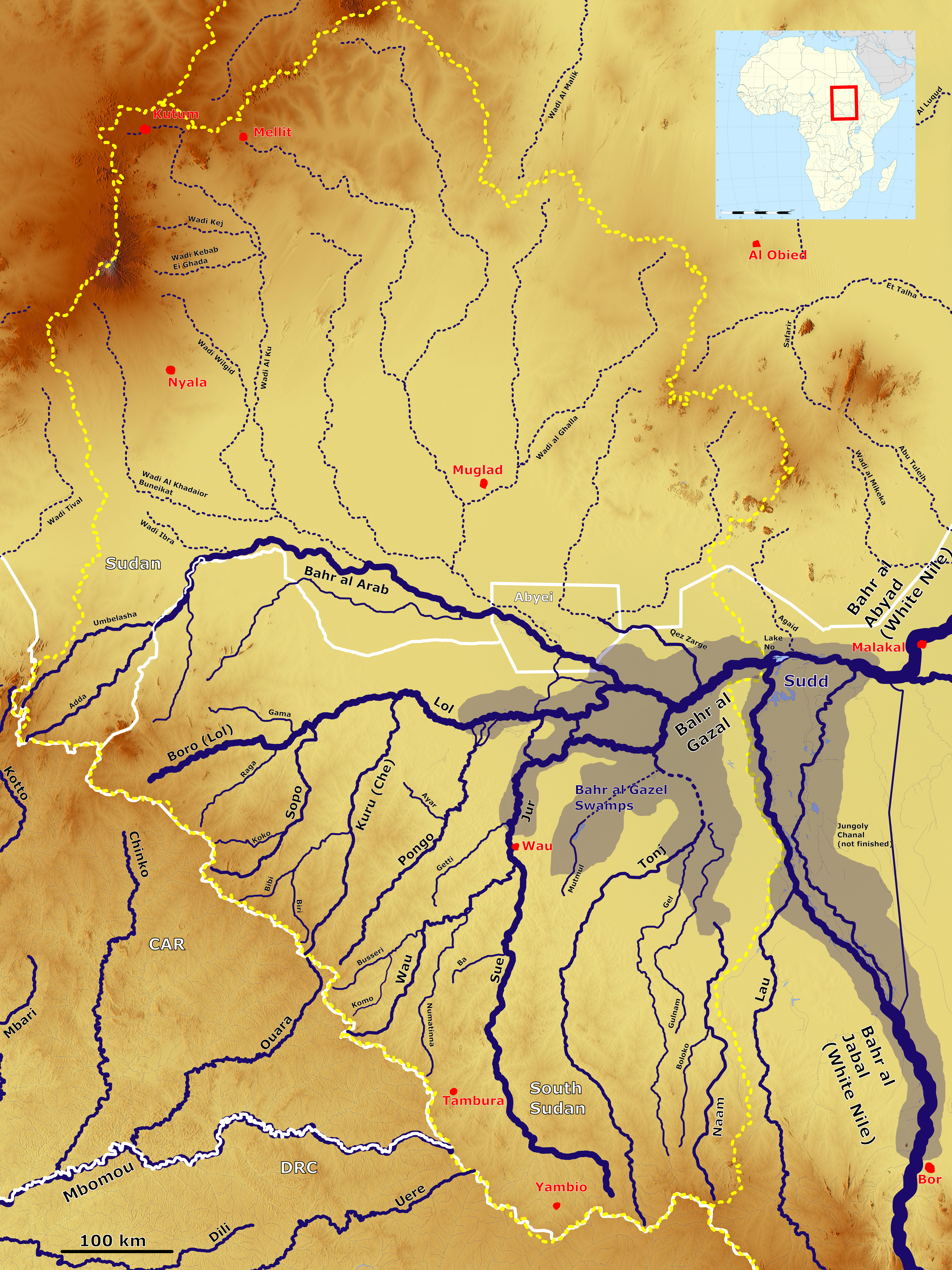
Le système fluvial du Bahr el-Ghazal avec la rivière Yei (à droite).

La rivière Yei est un affluent de la rivière Bahr el-Ghebel,,. La rivière prend sa source dans le sud de l'État de l'Équatoria-Central au Soudan du Sud, non loin de la frontière avec le Haut-Uélé en République démocratique du Congo.
La source de la branche mère de la rivière Yei (3° 39′ 01″ N, 30° 40′ 44″ E) se trouve sur un plateau de savane en partie cultivé (3° 39′ 01″ N, 30° 40′ 44″ E) près de la ligne de partage des eaux Congo-Nil, qui sépare les bassins du Nil et du Congo. Le ruisseau intermittent prend une direction ouest puis nord en coulant dans une petite vallée boisée, devenant un ruisseau pérenne au fur et à mesure du rassemblement des ruisseaux de tête de bassin. Le ruisseau passe sous la route de Morobo à Goja (3° 42′ 03″ N, 30° 37′ 19″ E) devient une petite rivière coulant sur le plateau à l'est de la route de Goja, se dirigeant vers le nord-ouest (3° 47′ 27″ N, 30° 37′ 57″ E).
La rivière reçoit en rive gauche un affluent prenant sa source à l'extrémité sud du bassin versant sur la ligne de partage des eaux Congo-Nil (3° 36′ 38″ N, 30° 36′ 20″ E) en amont de Goja (3° 50′ 54″ N, 30° 36′ 15″ E).
La rivière large de plusieurs mètres se dirige vers le nord avec un parcours très sineux le long de la route de Goja à Monga se trouvant sur la rive gauche dans un paysage de savane arbustive en partie cultivée. La rivière fait un coude vers l'est (3° 54′ 27″ N, 30° 37′ 16″ E) puis vers le nord (3° 54′ 36″ N, 30° 39′ 18″ E).
La rivière Yei reçoit l'abondante rivière Konugi venue de l'est en rive droite (3° 56′ 18″ N, 30° 39′ 35″ E), se dirigeant vers le nord avec une largeur d'une dizaine de mètres.
La rivière reçoit une abondante rivière en rive gauche (3° 57′ 39″ N, 30° 39′ 07″ E) venue du sud-ouest et s’oriente vers le nord-nord-est avec un cours sinueux avant de passer à l'ouest de la grande ville de Yei sous le pont de la route de Kaya (4° 05′ 12″ N, 30° 41′ 01″ E). La rivière Yei conflue avec l'abondante rivière Kembe plus large venant du sud-est (4° 05′ 18″ N, 30° 41′ 34″ E).
La rivière large d'une vingtaine de mètres se dirige vers le nord en passant sous le pont de Yei (4° 05′ 30″ N, 30° 41′ 28″ E), recevant d'abondants affluents en rive droite (4° 11′ 20″ N, 30° 41′ 32″ E puis 4° 13′ 13″ N, 30° 40′ 17″ E), le cours vers le nord-nord-ouest devient très sinueux au milieu d'un paysage de savane boisé au nord puis à nouveau plus clairsemé. Elle passe dans l'État d'Équatoria-Occidental au niveau de larges rapides (4° 38′ 10″ N, 30° 27′ 39″ E). La rivière est grossie d'affluents abondants en rive droite (4° 48′ 50″ N, 30° 30′ 49″ E) puis gauche (4° 59′ 41″ N, 30° 27′ 40″ E) et droite (5° 13′ 30″ N, 30° 26′ 39″ E) avec un lit atteignant une quarantaine de mètres de largeur.
Le paysage devient plus sec, la rivière reçoit la large et abondante rivière Mori en rive gauche (5° 20′ 44″ N, 30° 20′ 02″ E) et passe à l'est de Mundri West sous le pont de la route de Kemande (5° 20′ 52″ N, 30° 19′ 59″ E) puis se dirige vers le nord en passant à l'ouest d'Amadi (5° 30′ 52″ N, 30° 19′ 54″ E).
Le lit atteint une largeur moyenne d'une soixantaine de mètres formant de multiples îles avec un cours sinueux formant en aval des méandres et bras-morts dans une plaine alluviale plus large, entrant ensuite dans l'État des Lacs (6° 05′ 10″ N, 30° 12′ 51″ E). La plaine alluviale s'élargit en aval en formant des zones marécageuses, la rivière s'orientant vers le nord-est (6° 16′ 50″ N, 30° 11′ 08″ E) avec un cours très sinueux. Elle passe sous le pont de Payii sous la route de Yirol (6° 29′ 45″ N, 30° 24′ 46″ E) se trouvant au bord au lac Yirol, puis butte sur le rebord oriental de la vallée en formant des rapides (6° 35′ 04″ N, 30° 26′ 17″ E) puis se dirige vers le nord en passant devant le village de Lau (6° 44′ 05″ N, 30° 24′ 10″ E).
La rivière entre ensuite dans le vaste marais de la Yei (6° 45′ 42″ N, 30° 22′ 40″ E) avec un chenal principal en aval envahi par la végétation se divisant en de multiples branches disparaissant sous le marais.
L'essentiel du flux de la rivière Yei se dirige vers le nord du marais, un chenal apparaît (7° 08′ 08″ N, 30° 23′ 58″ E), forme ensuite une rivière abondante et fusionne avec un chenal coulant à l'ouest (7° 16′ 52″ N, 30° 27′ 51″ E) et formés des flux à l'ouest du marais forme un chenal en aval (7° 06′ 07″ N, 30° 21′ 07″ E). La rivière se dirige vers le nord-est en se perdant en partie sous la végétation et passe dans un lac (7° 20′ 01″ N, 30° 33′ 22″ E) avant de se jeter à l'extrémité sud-ouest du vaste lac Tayer bordé à l'est par le Bahr el-Ghebel (7° 22′ 38″ N, 30° 34′ 21″ E) dont l'exutoire dans le fleuve se trouve au nord (7° 28′ 57″ N, 30° 34′ 18″ E).
Une partie des eaux de la rivière Yei et de défluents du Bahr el-Ghebel rejoignant le chenal principal des rivières Naam (8° 03′ 22″ N, 29° 50′ 11″ E) grossie de son affluent la rivière Gulnam (7° 30′ 39″ N, 29° 47′ 58″ E) coulant globalement parallèlement à la rivière Gel à l'est. Le chenal reçoit la rivière Tonj venue du sud (8° 13′ 53″ N, 29° 38′ 34″ E). L'ensemble des chenaux venus du sud et de l'est grossis de la rivière Jur venue de l'ouest alimentent ensuite le lac Ambadi pour former le Bahr el-Ghazal à la confluence du Bahr el-Arab avant de rejoindre le Bahr el-Ghebel au niveau du lac No pour former le Nil Blanc.

## Hydrologie
La rivière Yei draine un bassin de 25 000 km2. Les précipitations annuelles moyennes sont de 1 250 millimètres.
Près d'Amadi, le lit mineur a une largeur de 100 mètres et une profondeur maximale de 3 mètres, avec un débit maximal de 400 m3 par seconde.

## Environnement
La rivière est densément boisée dans sa haute vallée, mais plus en aval se trouvent des bandes de plaine herbeuse de chaque côté et finalement, la forêt cède la place à une plaine herbeuse ouverte. La rivière serpente à travers une plaine inondable qui s'élargit progressivement dans son cours inférieur. Au nord de Yirol, la rivière pénètre dans une grande lagune à partir de laquelle plusieurs petits cours d'eau mènent à un marécage d'herbe.
Chaque année, l'État des Lacs subit des inondations de juillet à décembre, certaines parties étant totalement isolées.